# Det Som Engang Var
Det som engang var is de derde studio-uitgave van het Noorse black metal-eenmansproject Burzum. Det som engang var werd in april 1992 nog voor Aske opgenomen, maar pas in augustus 1993, ná Aske, uitgebracht op Varg Vikernes' eigen platenlabel Cymophane. De titel van het album betekent vrij vertaald "Hetgeen ooit eens was". Opvallend is dat het nummer Det som en gang var (met andere spelling, hier: "Hetgeen ooit was") pas op het volgende album van Burzum, Hvis Lyset Tar Oss, zal verschijnen.
Oorspronkelijk is Det Som Engang Var uitgegeven in een oplage van 950 stuks door Vargs eigen label Cymophane productions. Later is het album opnieuw uitgebracht, ditmaal door Misantropy records als digi-pack.

## Nummers
1. Den onde kysten – 2:20
2. Key to the Gate – 5:14
3. En Ring til å herske – 7:10
4. Lost Wisdom – 4:38
5. Han som reiste - 4:51
6. Når himmelen klarner – 3:50
7. Snu mikrokosmos tegn - 9:36
8. Svarte troner – 2:16

## Bezetting
- Varg Vikernes speelt alle instrumenten.